# Clovia mindorensis
Clovia mindorensis är en insektsart som beskrevs av Victor Lallemand och Synave 1953. Clovia mindorensis ingår i släktet Clovia och familjen spottstritar. Inga underarter finns listade i Catalogue of Life.